# لوك سكوت
لوك سكوت (بالإنجليزية: Luke Scott)‏ هو لاعب كرة قاعدة أمريكي، ولد في 25 يونيو 1978 في DeLeon Springs, Florida ‏ في الولايات المتحدة.

## وصلات خارجية
- لوك سكوت على موقع دوري كرة القاعدة الرئيسي (الإنجليزية)
- لوك سكوت على موقع دوري كوريا الجنوبية لكرة القاعدة (الإنجليزية)
- لوك سكوت على موقعبيزبول رفرنس.كوم (الدوري الرئيسي) (الإنجليزية)
- لوك سكوت على موقعبيزبول رفرنس.كوم (الدوري الثانوي) (الإنجليزية)
- لوك سكوت على موقع إي إس بي إن.كوم (أم.أل.بي) (الإنجليزية)
- لوك سكوت على موقع مشجعي الرسوم البيانية (الإنجليزية)